# Patinaje de ruedas vehicular

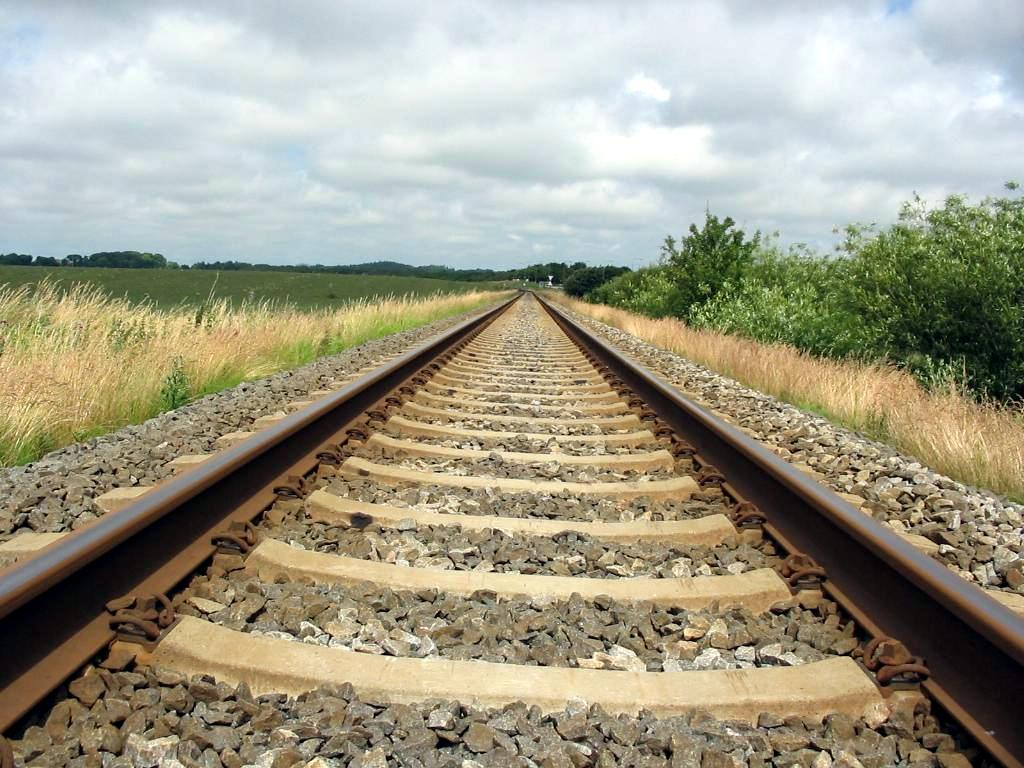
(Línea Hjørring - Hirtshals; ver en: Nordjyske Jernbaner, de Herregårdsparken)

Un patinaje de ruedas ocurre cuando la fuerza aplicada a la banda de rodadura del neumático excede la fricción disponible entre la banda de rodadura y la superficie, causando que uno o más neumáticos pierdan tracción. Esto hace que las ruedas "patinen" y hace que el conductor pierda el control de los neumáticos que ya no tienen agarre en la superficie de la carretera. El patinaje de las ruedas también se puede hacer intencionalmente, como al derrapar o hacer quemado de neumáticos.

## Aplicaciones

### Diferenciales
Los diferenciales estándar (también conocidos como diferenciales "abiertos") siempre aplican el mismo par a cada rueda. En situaciones de baja tracción, el par total asignado a cada rueda se limita al par necesario para hacer que la rueda con menor tracción patine.
Durante una curva, el peso del vehículo se desplaza del radio interior al radio exterior, por lo que la rueda motriz interior a menudo perderá tracción en las curvas cerradas, y especialmente al acelerar en una curva. Los diferenciales de bloqueo y los diferenciales de deslizamiento limitado modifican la forma en que se distribuye el par a las ruedas para reducir el patinaje de las ruedas y mejorar la tracción en situaciones en las que es limitada.
Las ruedas también pueden perder tracción cuando las condiciones de la superficie reducen la tracción disponible, como en nieve y hielo. Como un diferencial abierto proporciona sólo el par suficiente para hacer que la rueda "más débil" gire, si una rueda motriz está parada en una superficie de baja tracción (barro, hielo, etc.), el par entregable se limita a la tracción disponible en ella.

### Sobrevirar
El sobreviraje suele ser el resultado del patinaje de las ruedas, lo que hace que el vehículo pierda tracción y gire demasiado bruscamente en una curva. El sobreviraje puede ser causado de dos maneras diferentes: sobreviraje de potencia y sobreviraje de despegue. El sobreviraje se puede realizar de forma intencionada o accidental mediante estos dos métodos y si el conductor no sabe lo que está haciendo, podría provocar un accidente. El sobreviraje es un rasgo común de los vehículos con tracción trasera y también puede ocurrir en los vehículos con todas las ruedas motrices. Se puede realizar en coches con tracción delantera también, pero no es tan común ya que tienden a subvirar.

#### Sobreviraje de potencia
El sobreviraje de potencia es el proceso de aplicar potencia a través del pedal del acelerador mientras se gira para romper las fuerzas de tracción sobre las ruedas motrices. Hacer esto hace que el vehículo se deslice, lo que también se conoce como deslizamiento de potencia, y el movimiento del vehículo se basa principalmente en las ruedas no motrices (generalmente las ruedas de dirección).

#### Sobreviraje en el despegue
El patinaje de las ruedas también puede ocurrir al cambiar de marcha mientras el vehículo está en movimiento, ya que la inercia del motor y el volante que gira a una velocidad mayor que la siguiente marcha más alta intenta llevar el eje de entrada de la transmisión a la misma velocidad. Esto se conoce comúnmente como sobreviraje en el despegue.

### Subviraje
El subviraje también es el resultado del patinaje de las ruedas y la pérdida de tracción. Esto da como resultado que un vehículo no pueda girar lo suficiente al tomar una curva y hace que el vehículo continúe hacia adelante en lugar de girar en la curva. Se produce cuando se utiliza demasiada potencia en una curva, lo que hace que los neumáticos se deslicen hacia los lados en la curva, impidiendo que el vehículo gire. El subviraje es la forma más fácil de corregir el patinaje de las ruedas y, por lo general, se puede solucionar levantando el acelerador.

### Términos similares
En ingeniería ferroviaria, el término deslizamiento de ruedas se utiliza como sinónimo de patinaje de ruedas.

## Prevención

### Control de tracción
El control de tracción es un sistema electrónico instalado en la mayoría de los automóviles modernos desde 1985. Monitorea las velocidades de las ruedas individuales a través del sistema de frenos antibloqueo (SFA) o sensores de velocidad de las ruedas y controla las entradas del motor para mantener la estabilidad y la tracción de las ruedas del vehículo. Cuando el sistema de control de tracción detecta un patinaje en cualquiera de las ruedas, limita el combustible proporcionado a través del sistema de gestión del motor a bordo y controla la velocidad del vehículo para evitar un patinaje excesivo. 

### Técnicas de conducción
Existen varias técnicas de conducción que puede seguir para evitar que las ruedas patinen:  
- Ser suave con el acelerador y hacer entradas suaves.
- No entrar en curvas demasiado rápido.
- No hacer frenadas agresivas en la curva.
- No levantar el acelerador a mitad de giro.
- No cambiar de marcha en la curva, seleccionar una marcha antes de entrar.
- Realizar movimientos suaves en la dirección es fundamental para evitar un gran cambio de peso.